# Ріхард Якопич
Ріхард Якопич (словен. Rihard Jakopič; 12 квітня 1869, Краково (Любляна) — 21 квітня 1943, Любляна) — словенський художник, один з чотирьох (поряд з Іваном Грохаром, Матіем Ямою і Матеєм Стерненом) найбільших представників словенського імпресіонізму, який грав в цьому русі лідируючу роль.
Портрет Ріхарда Якопича був поміщений на банкноту 100 толаров зразка 1992 року (останні банкноти Словенії перед переходом на євро).

## Біографія
Народився в передмісті Любляни, що входила тоді до Австро-угорської імперії, в сім'ї багатого купця. Навчався в школі в Любляні, потім повністю присвятив себе заняттям живописом. У 1887 році вступив до Академії образотворчих мистецтв у Відні. Провчився там два роки, потім переїхав до Мюнхена і вступив до академії мистецтв. Після двох семестрів він залишився незадоволений системою навчання і в 1891 році вступив в художню школу, тільки що засновану словенським художником Антоном Ажбе. Ця школа фактично збирала всіх талановитих студентів живопису словенського походження, так як можливостей для навчання в самій Словенії вони не мали. У колі Ажбе Якопич познайомився з Ямою, Грохаром і Стерненом, які поступили до школи пізніше нього. Якопич провчився в школі Ажбе два роки, але зберігав близькі стосунки з Ажбе і щозими приїжджав до Мюнхена аж до смерті Ажбе в 1905 році. З 1892 року щоліта він проводив в Словенії.
З самого виникнення групи словенських імпресіоністів Якопич грав в ній провідну роль. Вперше чотири художника виставлялися разом на першій Виставці словенського мистецтва в Любляні в 1900 році. Після цього Якопич і Яма стали регулярно писати на пленері в селі Странська-Вас. У 1902 році на другий Виставці словенського мистецтва імпресіоністи вчотирьох виступили як консолідована група, але не мали успіху у публіки і критики. Надалі вони виставлялися в основному за межами Словенії. У 1904 році виставка у Відні мала величезний успіх, не тільки у художньої критики, а й у словенського літературного руху на чолі з Іваном Цанкаром і Отоном Жупанчичем. Після цієї виставки Якопич, Грохар, Яма і Стернен формально об'єдналися в групу, яку назвали «Вільне співтовариство групи художників Сава». До початку Першої світової війни вони виставлялися під цією назвою: в 1904 році в Белграді, 1906 — в Софії, 1907 — в Трієсті, 1908 — в Загребі, Варшаві та Кракові, в 1911 — в Римі.
З літа 1902 по листопад 1908 року Якопич жив в місті Шкоф'я-Лока в центральній Словенії, де до нього приєдналися Грохар і Стернен. Всі троє щодня займалися пленерним живописом і щодня зустрічалися в кафе, обговорюючи картини і читаючи журнали «Simplizissimus» і «Jugend». Шкоф'я-Лока грає в історії словенського живопису приблизно ту ж роль, що Барбізон — в історії живопису французького.
У листопаді 1906 року Якопич переїхав до Любляни і оселився за адресою Нові-Трг, 2, де і жив до своєї смерті в 1943 році. У 1906 році він і стерні заснували приватну художню школу в Любляні, проте незабаром група імпресіоністів почала розпадатися, Яма поїхав за кордон, стерні віддалився від групи і в 1907 році залишив художню школу, і лише Грохар залишався до своєї смерті в 1911 році близький Якопичу. У 1908 році Якопич побудував виставковий павільйон в Любляні (знесений в 1961 році), в надії виростити нове покоління словенських митців. Хоча група «Сава» пережила певний підйом після Першої світової війни, з виставками аж до 1922 року, в середині 1920-х років вона розпалася остаточно, після чого явище словенського імпресіонізму перестало існувати.